# Паклино (Пермский край)
Паклино — деревня в Верещагинском городском округе Пермского края России.

## История
До 2019 года входила в состав ныне упразднённого Сепычевского сельского поселения Верещагинского района.

## География
Деревня находится в западной части края, в пределах Верхнекамской возвышенности, на правом берегу реки Старой (правый приток Сепыча), на расстоянии приблизительно 26 километров (по прямой) к западу-северо-западу от города Верещагина, административного центра округа.
Климат
Климат характеризуется как умеренно континентальный, с морозной снежной зимой и коротким тёплым летом. Средняя многолетняя температура самого холодного месяца (января) составляет −15 °С (абсолютный минимум — −50 °С), температура самого тёплого (июля) — 18 °С (абсолютный максимум — 36 °С). Безморозный период длится в течение 120 дней. Среднегодовое количество осадков — 450—550 мм, из которых около 70 % приходится на период с апреля по октябрь.

## Население
| 2010 |
| ---- |
| 35   |

Половой состав
По данным Всероссийской переписи населения 2010 года в половой структуре населения мужчины составляли 54,3 %, женщины — соответственно 45,7 %.
Национальный состав
Согласно результатам переписи 2002 года, в национальной структуре населения русские составляли 100 % из 48 чел.